# 尾崎博 (獣医学者)
尾崎 博（おざき ひろし、1952年 - ）は、日本の獣医学者。専門は薬理学。東京大学名誉教授。岡山理科大学獣医学部副学部長。元日本獣医薬理学・毒性学会会長。元日本学術会議会員。

## 人物・経歴
1976年東京農工大学農学部獣医学科卒業。東京大学大学院農学系研究科修士課程修了後、1981年東京大学農学部家畜薬理学講座助手。1987年東京大学農学部家畜薬理学講座助教授。1989年から91年ネバダ州立大学医学部生理学教室客員教授。2003年東京大学大学院農学生命科学研究科獣医薬理学講座教授。2010年日本獣医薬理学・毒性学会会長。2017年定年退職、東京大学名誉教授。
海産毒素、平滑筋の研究などで顕著な功績があったとして2017年度日本薬理学会名誉会員に選定された。のち、岡山理科大学獣医学部副学部長、同学部獣医薬理学講座教授。元日本学術会議会員（第二部）。また、獣医学教育モデル・コア・カリキュラムに関する調査研究委員会委員長として、日本の大学における獣医学教育カリキュラムの策定にあたった。

## 受賞
- 1999年 日本獣医学会賞[7]
- 2017年 日本薬理学会名誉会員[1]